# Angelo Magliano
Angelo Magliano (Porto Maurizio, 21 gennaio 1919 – Roma, 28 gennaio 1981) è stato un giornalista e scrittore italiano.

## Biografia
Figlio di un capitano marittimo di idee socialiste, terminati gli studi fu arruolato come ufficiale del Regio Esercito nella Seconda guerra mondiale. Dopo l'8 settembre 1943 si unì alle forze della Resistenza e fu, con Leo Valiani suo compagno, uno degli organizzatori ed un combattente dell'Organizzazione Franchi diretta da Edgardo Sogno. nella quale si distinse personalmente per coraggio, lucidità e disinteresse. Per queste doti fu stimato dagli interlocutori delle forze alleate, con i quali egli manteneva personalmente contatti quotidiani, incurante di ogni rischio personale. Fu decorato con Medaglia d’argento.
Con Edgardo Sogno fondò nel 1945 la rivista “Costume”, quindicinale di politica e cultura, al quale parteciparono firme prestigiose come Umberto Segre, Mario Luzi, Indro Montanelli, Alberto Moravia e molte altre personalità. I due co-fondatori ne assunsero la direzione e, nel 1946, furono affiancati dallo scrittore Enrico Emanuelli. La rivista tuttavia cessò le pubblicazioni nel 1948. 
Dal 2 luglio 1946 al 31 agosto 1947 fu direttore, succedendo ad Edgardo Sogno, del quotidiano Corriere Lombardo uno dei più influenti giornali italiani del dopoguerra. Giornale della sera, quando nacque, 30 luglio 1945, raccolse intorno a sé il meglio del giornalismo esistente a Milano. Il primo premio letterario di risonanza nazionale del dopoguerra fu istituito dal Corriere Lombardo e fu vinto da Alberto Moravia con Agostino. La giuria era formata da Arrigo Benedetti, lo stesso Magliano, Mario Melloni, Indro Montanelli, Sergio Solmi, Arturo Tofanelli e Giancarlo Vigorelli.
Dal 1952 al 1958 fu direttore dell'ANSA. Per dare rilievo internazionale alla nuova agenzia decise di aprire un ufficio a Londra e nel 1956, con la collaborazione di Enrico Serra, ne potenziò la sede di Parigi.
Nel 1957 vinse il Premio Viareggio per il saggio La borghesia e la paura che era stato pubblicato da Vallecchi nel gennaio dello stesso anno.
Dal 10 febbraio 1959 al 27 marzo 1962 fu direttore del Corriere Mercantile di Genova e, dal 1º aprile 1962 al 31 luglio 1966, del Giornale d'Italia di Roma, quotidiano fondato da Sidney Sonnino. 
Nel settembre 1967 fondò L'Europa, settimanale di politica, economia e cultura, con lo scopo di contribuire alla formazione di una coscienza europea nell’opinione pubblica italiana.
Scrisse il saggio Esame di coscienza di un democratico, con introduzione di Augusto Del Noce edito da Rusconi nel 1972. Durante l'ultimo suo periodo fu anche collaboratore del quotidiano Il Giorno.
Morì a Roma il 28 gennaio 1981.
Enrico Serra ha scritto nel 2002 un lungo e commosso Ricordo di Angelo Magliano.

## Opere
- Angelo Magliano, La borghesia e la paura, Firenze, Vallecchi, 1957.
- Angelo Magliano, Esame di coscienza di un democratico, Milano, Rusconi, 1972.